# Upton County
Das Upton County ist ein County im Bundesstaat Texas der Vereinigten Staaten. Das U.S. Census Bureau hat bei der Volkszählung 2020 eine Einwohnerzahl von 3.308 ermittelt. Der Verwaltungssitz (County Seat) ist Rankin.

## Geographie
Das County liegt etwa 200 km westlich des geographischen Zentrums von Texas und ist im Nordwesten etwa 80 km von der Südostspitze von New Mexico entfernt. Es hat eine Fläche von 3216 Quadratkilometern, ohne nennenswerte Wasserfläche. Das County grenzt im Uhrzeigersinn an folgende Countys: Midland County, Reagan County, Crockett County und Crane County.

## Geschichte
Upton County wurde 1887 aus Teilen des Tom Green County gebildet. Benannt wurde es nach John Cunningham Upton und seinem Bruder William Felton Upton, zwei Offizieren der Konföderierten Armee.

## Demografische Daten

Alterspyramide des Upton County

Nach der Volkszählung im Jahr 2000 lebten im Upton County 3.404 Menschen in 1.256 Haushalten und 934 Familien. Die Bevölkerungsdichte betrug 1 Einwohner pro Quadratkilometer. Ethnisch betrachtet setzte sich die Bevölkerung zusammen aus 77,79 Prozent Weißen, 1,62 Prozent Afroamerikanern, 1,20 Prozent amerikanischen Ureinwohnern, 0,03 Prozent Asiaten, 0,06 Prozent Bewohnern aus dem pazifischen Inselraum und 17,95 Prozent aus anderen ethnischen Gruppen; 1,35 Prozent stammten von zwei oder mehr Ethnien ab. 42,57 Prozent der Einwohner waren spanischer oder lateinamerikanischer Abstammung.
Von den 1.256 Haushalten hatten 36,3 Prozent Kinder oder Jugendliche, die mit ihnen zusammen lebten. 61,1 Prozent waren verheiratete, zusammenlebende Paare 9,1 Prozent waren allein erziehende Mütter und 25,6 Prozent waren keine Familien. 23,5 Prozent waren Singlehaushalte und in 12,2 Prozent lebten Menschen im Alter von 65 Jahren oder darüber. Die durchschnittliche Haushaltsgröße betrug 2,68 und die durchschnittliche Familiengröße betrug 3,19 Personen.
29,3 Prozent der Bevölkerung war unter 18 Jahre alt, 7,9 Prozent zwischen 18 und 24, 24,9 Prozent zwischen 25 und 44, 23,8 Prozent zwischen 45 und 64 und 14,2 Prozent waren 65 Jahre alt oder älter. Das Durchschnittsalter betrug 38 Jahre. Auf 100 weibliche Personen kamen 95,9 männliche Personen und auf 100 Frauen im Alter von 18 Jahren oder darüber kamen 93,3 Männer.
Das jährliche Durchschnittseinkommen eines Haushalts betrug 28.977 USD, das Durchschnittseinkommen einer Familie betrug 37.083 USD. Männer hatten ein Durchschnittseinkommen von 30.729 USD, Frauen 18.750 USD. Das Prokopfeinkommen betrug 14.274 USD. 18,1 Prozent der Familien und 19,9 Prozent der Einwohner lebten unterhalb der Armutsgrenze.

## Städte und Gemeinden
- McCamey
- Midkiff
- Rankin